# Celastrus paniculatus

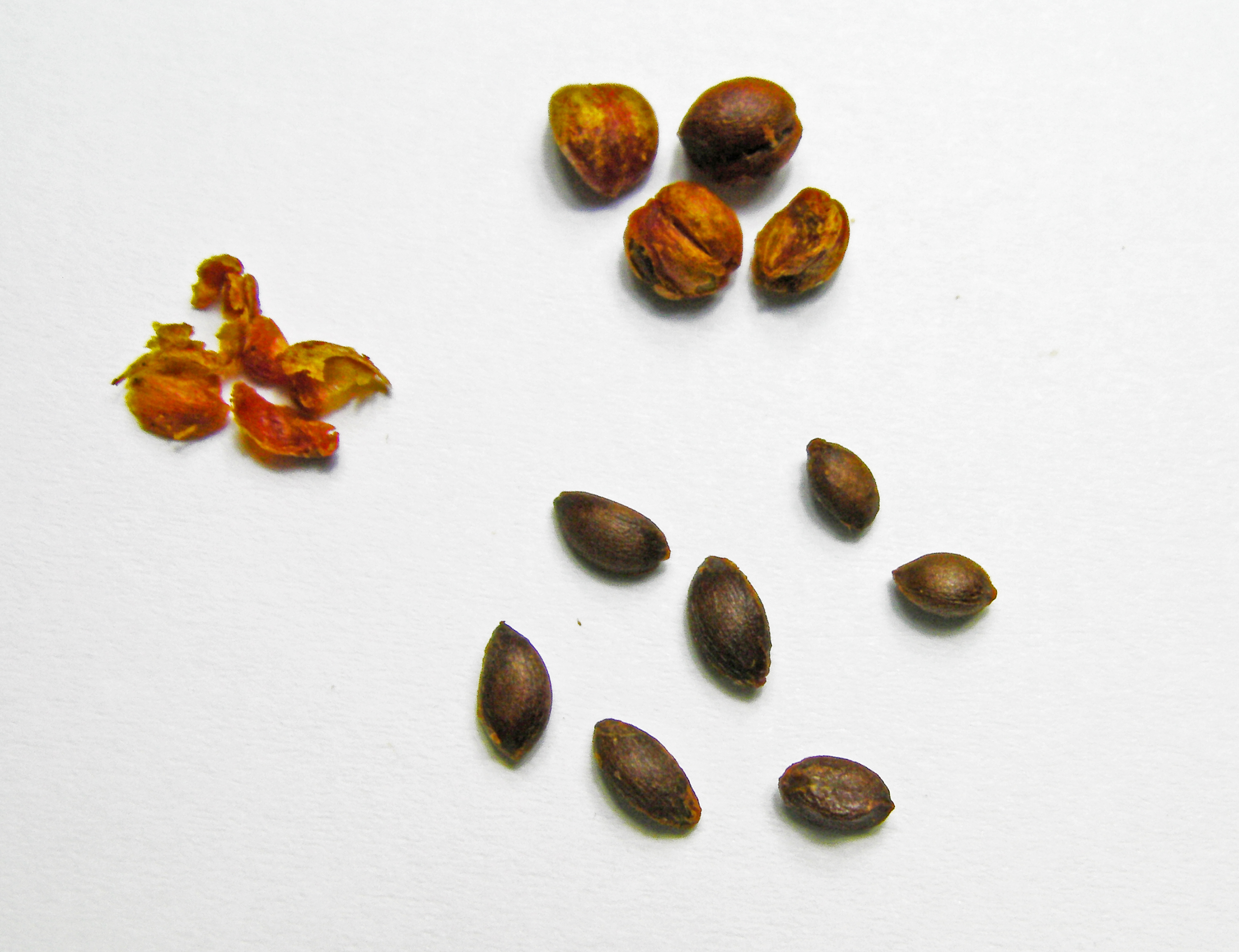
A Celastrus paniculatus magjai

A Celastrus paniculatus, közismertebb nevén „intelligencia fa”[forrás?] Indiában őshonos, de számos országban vadon is elterjedt kúszócserje, amelynek magvait az ajurvédikus gyógyászat használja változatos célokra.

## Felhasználás
Vértisztító, afrodiziákum, daganatellenes, erősíti az emésztést. Alhasi és bőrproblémák, bénulás, szívgyengeség, lepra, reuma és ízületi fájdalmak ellen is használatos. Intellektusfejlesztő, kognitív memória- és egyben álomélesítő. A szellemi képességekre kifejtett kiváló hatásait a nyugati orvostudomány is elismerte.[forrás?] Ismételt gyógyszerészeti kísérletek igazolták a magok koncentráló- és tanulási képességet erősítő hatását, ami fizikális és mentális területen egyaránt megfigyelhető.[forrás?]
Aktív alkaloidjai többek között a celasztrin és a paniculatin. A magok tartalmazzák a hatóanyagot; kissé fanyarak, keserűek, ezért gyakran természetes édesítővel együtt fogyasztják.
Ellenjavallata nem ismert. depresszió és hisztéria kezelésében is mellékhatások nélkül alkalmazható.

## Gyógyászati jelentőség
2013 augusztusában egy egereken végzett tanulmány kimutatta az egerek memóriateljesítményének jelentős javulását a növény magjainak hatására. Az eredmény lenyűgöző volt, az egerek 3–4-szer gyorsabban tudták elsajátítani az útvesztők útvonalát.